# Heterostylodes pratensis
Heterostylodes pratensis är en tvåvingeart som först beskrevs av Johann Wilhelm Meigen 1826.  Heterostylodes pratensis ingår i släktet Heterostylodes och familjen blomsterflugor. Arten är reproducerande i Sverige. Inga underarter finns listade i Catalogue of Life.